# Gorfa

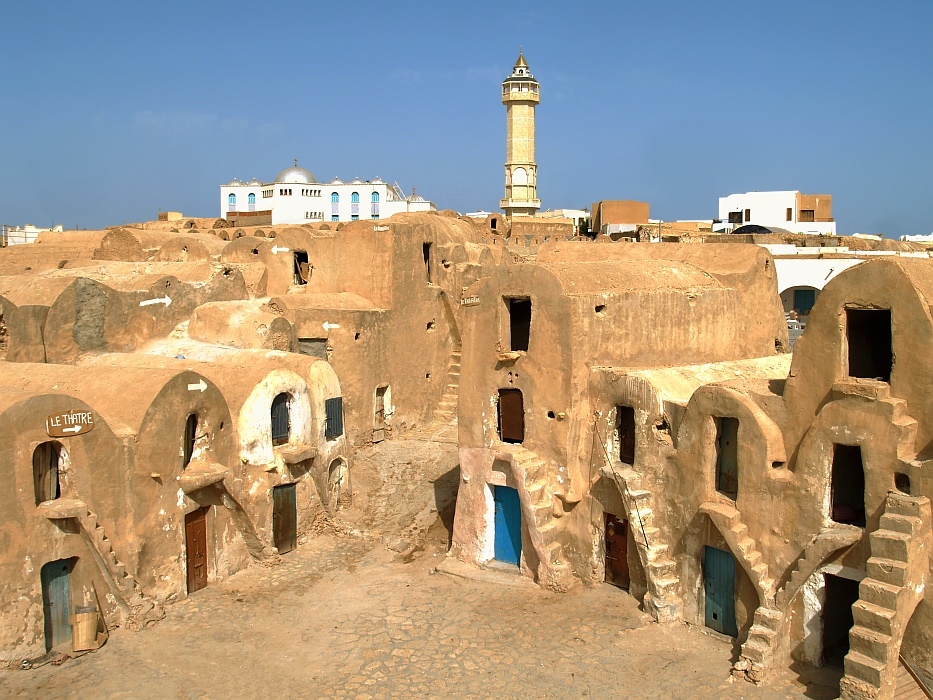
Gorfas no alcácer e Medenine, no sul da Tunísia

Gorfa (em francês: ghorfa; em árabe: غرفة; "quarto" no sentido de divisão duma construção) é um termo usado no Magrebe (norte e noroeste de África) em geral e na Tunísia em particular para designar o elemento de base dos alcáceres. Na ilha de Djerba, no sul da Tunísia, designa igualmente as pequenas torres existentes em alguns menzeis, as habitações tradicionais da ilha.
A gorfa é uma espécie de pequeno celeiro onde são armazenados víveres, principalmente cereais (na parte inferior) e azeitonas e queijos (na parte superior). A ventilação é feita através duas pequenas frestas  nas paredes que criam correntes de ar. As gorfas têm a forma dum semi-cilindro com uma abobada e são fechadas do lado de fora do alcácer, estando a única porta virada para o pátio do 'alcácer. Os alcáceres são compostos e várias gorfas — em média cerca de 200 — que rodeiam um pátio ou terreiro interior, podendo estar sobrepostas em andares, que podem chegar a ser seis. O Alcácer de Ulede Soltane detém o recorde do número de gorfas (400).
Cada gorfa pertence a uma família, mas é frequente os alcáceres serem partilhados por mais do que uma tribo, quase sempre berberes, embora também possam ser árabes. Exceto nos casos de gorfas da mesma família, elas não comunicam entre si. Por vezes, o espaço entre elas é arranjado de forma a nele poderem ser escondidos produtos de valor.